# Cueca nortina
La cueca nortina es un subgénero de la música y danza cueca —la «danza nacional de Chile» desde 1979—, propio del Norte Grande de Chile. Junto con la cueca chilota, es una de las dos variaciones de esta danza tradicional con rasgos estilísticos propios y diferenciables; acá, «la música no es cantada, sino solo tocada con trompetas, tubas, bombo y cajas». Esta cueca no tiene texto, solo melodía. Esta es interpretada por instrumentos de viento.

## Características
Bailada en la pampa chilena y en todo el Norte Grande, la cueca nortina se diferencia de la cueca tradicional por tener un tiempo rápido o ágil con un fuerte énfasis en el ritmo, especialmente por parte del varón. Esta cueca es más instrumental que otras cuecas de Chile y prácticamente no se canta.
En el baile también se diferencia por ser valseada, no zapateada, ni saltada. Generalmente se baila un pie y luego procede un punteo intenso o cachimbo. 
En ella se usan frecuentemente los siguientes instrumentos musicales: trompeta, bombo, tambor y la caja[cita requerida]

## Vestimenta
La vestimenta está influenciada por los coloridos trajes de las fiestas nortinas, como La Tirana, que a su vez tienen una raíz en los trajes aimaras y quechuas:
- Hombre: un sombrero, una camisa, una chaqueta corta, un morral, unos pantalones habitualmente hechos de algodón, una faja generalmente roja y usada como cinturón y unos zapatos o botas además de las espuelas.

- Mujer: un sombrero, una manta de color, una blusa blanca, una falda larga del mismo color que la manta,  un morral, pompones colgando y unas sandalias.